# ピーター・ストラウブ

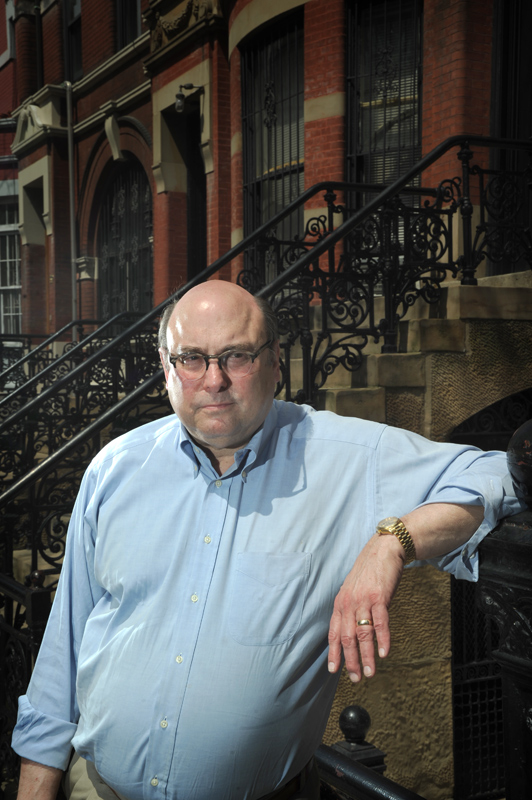
ピーター・ストラウブ

ピーター・ストラウブ（Peter Straub、1943年3月2日 - 2022年9月4日）は、アメリカ合衆国の小説家、幻想文学作家、ホラー作家。
ウィスコンシン州ミルウォーキー生まれ、コロンビア大学卒。

## 主な著作

### 長編
- 『ジュリアの館』（Julia (1975)、吉野美惠子訳、ハヤカワノヴェルズ） 1982
- 『ゴースト・ストーリー』上・下（Ghost Story(1979)、若島正訳、ハヤカワ文庫NV） 1994
- 『シャドウランド』上・下（Shadowland(1980)、大瀧啓裕訳、創元推理文庫） 2002
- 『タリスマン』上・下（The Talisman(1985)、スティーヴン・キングと共著、矢野浩三郎訳、新潮文庫） 1987
- 『ヘルファイア・クラブ』上・下（The Hellfire Club(1996)、近藤麻里子訳、創元推理文庫） 2006
- 『ミスターX』上・下（Mr. X(1999)、近藤麻里子訳、創元推理文庫） 2002 - 2000年ブラム・ストーカー賞受賞
- 『ブラック・ハウス』上・下（Black House(2001)、スティーヴン・キングと共著、矢野浩三郎訳、新潮文庫） 2004 - 『タリスマン』の続編

#### ブルー・ローズ三部作
- 『ココ』上・下（Koko(1988)、山本光伸訳、角川ホラー文庫） 1993 - 1989年世界幻想文学大賞受賞
- 『ミステリー』上・下（Mystery(1989)、芹澤恵訳、扶桑社） 1994、のち文庫 1995
- 『スロート』上・下（The Throat(1993)、山本光伸訳、扶桑社） - 1994年ブラム・ストーカー賞受賞

### 短編集
- 『扉のない家』（Houses Without Doors(1990)、栗原知代他訳、扶桑社） 1995
「若い男」（She Saw a Young Man）
「ブルー・ローズ」（Blue Rose）
「夢の領域で」（In the Realm of Drams）
「レダマの木」（The Juniper Tree）
「帰郷」（Going Home）
「ある街の短い観光案内」（A Shot Guide to the City）
「詩の朗読」（The Poetry Reading）
「バッファロー・ハンター」（The Buffalo Hunter）
「バーでの会話」（Bar Talk）
「ボボの魔法のタクシー」（Something About a Death, Something About a Fire）
「復員兵」（The Veterman）
「女神の館」（Mrs. God）
「そしてある日また…」（Then One Day She Saw Him Again）

### 短編
- 「将軍の妻」 （The General's Wife、宮脇孝雄訳、S-Fマガジン 1987年7月 No.355に掲載）
- 「ゴースト・ヴィレッジ」（The Ghost Village、宮脇孝雄訳、ミステリマガジン 1994年8月 No.460に掲載）
- 「天国」（The Kingdom of Heaven、矢野浩三郎訳、福武書店、『幻想展覧会』に収載）
- 「ポークパイ・ハット」（Pork Pie Hat、宮脇孝雄訳、ミステリマガジン 1995年8月 No.472に掲載）
後藤由季子訳、扶桑社ミステリー、ミステリー・シーン編、『ロスト・コースト』に収載
- 「ミスター・クラッブ＆ミスター・カフ」（Mr. Clubb and Mr. Cuff、飯田冊子訳、ハヤカワ・ミステリ文庫、『復讐の殺人』に収載） - ブラム・ストーカー賞受賞
- lost boy lost girl - ブラム・ストーカー賞受賞

## 映画化作品
- 『ゴースト・ストーリー』は1981年にアメリカ合衆国で映画化されている。監督 : ジョン・アーヴィン、主演 : フレッド・アステア。